# ميخائيل ماكنزي (فنان)
ميخائيل ماكنزي (بالإنجليزية: Michael McKenzie)‏ هو فنان أمريكي، ولد في 1953 في نيويورك في الولايات المتحدة.